# Esprit (Zeitschrift)

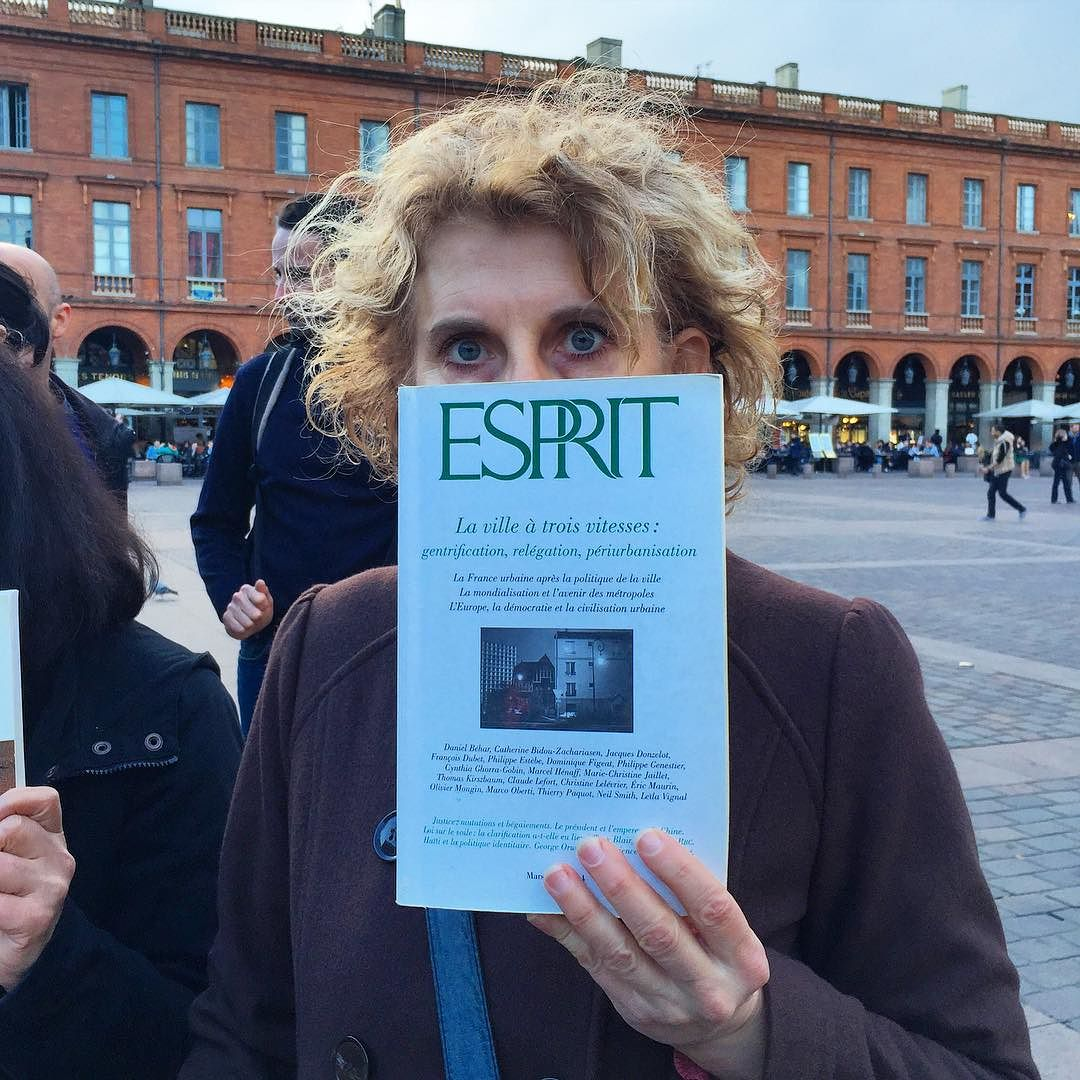
Esprit (2016)

In der von Emmanuel Mounier 1932 gegründeten Zeitschrift Esprit entfaltet sich das Denken des Personalismus, indem es schrittweise alle Bereiche des geistigen, sozialen, ökonomischen und politischen Lebens umgreift. Hier wird auch die Auseinandersetzung und Diskussion mit anderen Strömungen der Gegenwart, insbesondere mit Kommunismus und Kapitalismus, geführt.
Die Zeitschrift leistet einen gewichtigen Beitrag zur Selbstklärung der Philosophie des Personalismus, indem sie sich mit aktuellen Problemen des menschlichen Zusammenlebens befasst, wie zum Beispiel das Verhältnis von Wirtschaft und Ethik, von Sozialität und Religiosität, von Kommunismus und Christentum.
In den Jahren von 1941 bis 1944 war die Zeitschrift durch das Vichy-Regime verboten. Nach dem Ende des Zweiten Weltkrieges setzte Esprit unter der Leitung von Mounier die Arbeit fort und entwickelte so ein Programm für die „Personalistische Revolution“.
Die Zeitschrift existiert auch gegenwärtig und ist als Pendant zum Marxismus der französischen Neuen Linken anzusehen.